# Trakardinggletscher
Der Trakarding-Gletscher ist ein Gletscher in der Rolwaling-Himal-Region Nepals, im Himalaya-Gebirge.
Er war ursprünglich mit dem höher gelegenen Drolambaogletscher über einen Gletscherbruch verbunden, welcher 2016 abgeschmolzen ist. Über den Trakarding-Gletscher führt der Weg zum Pass Tashi Lapcha und weiter nach Solukhumbu. Ursprünglich ging der Pfad an der südlichen Moräne entlang, welcher aufgrund Erosion nicht mehr gangbar ist, so dass der fast vollständig schuttbedeckte Gletscher nun direkt begangen werden muss.

## Abfluss

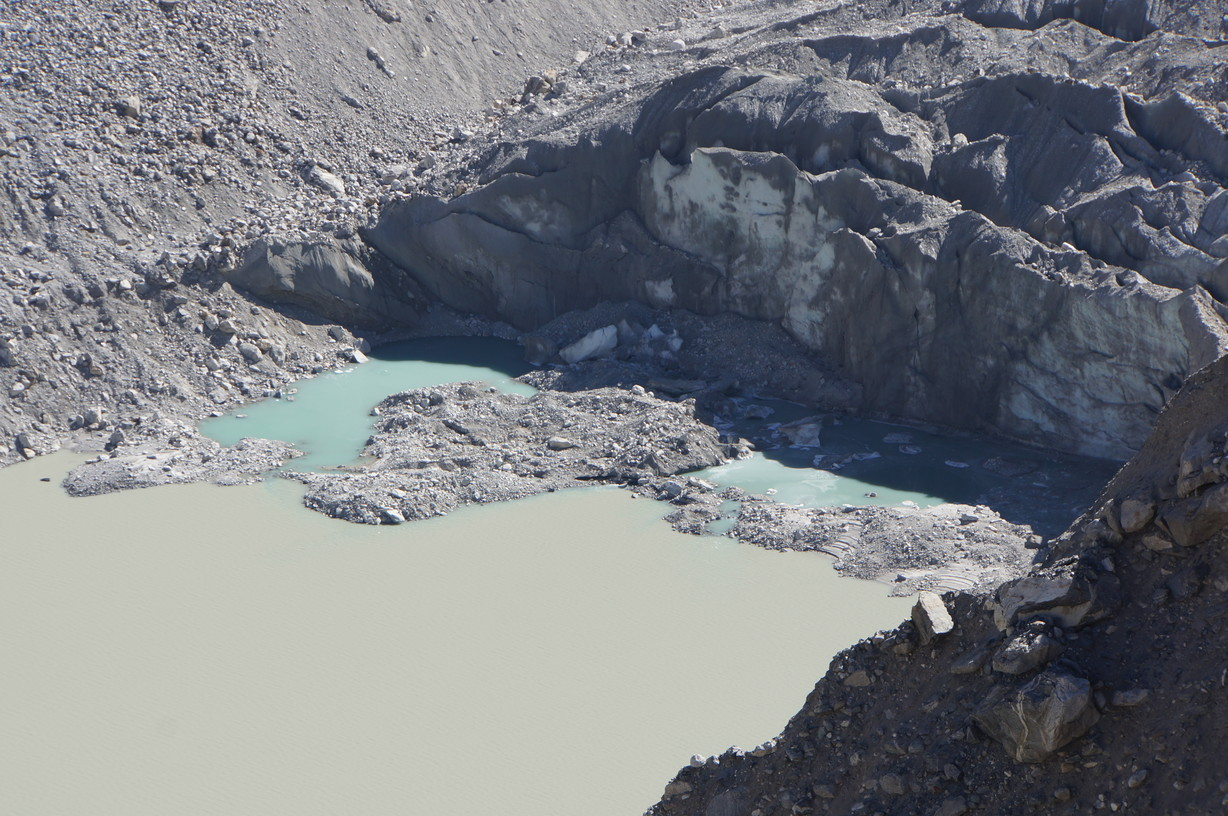
Zungenende des Trakardinggletschers 2016 am Tsho Rolpa Gletscherrandsee

Der Gletscher mündet aufgrund fortschreitendem Abschmelzens in den Tsho-Rolpa-Gletscherrandsee, welcher seinerseits in den Rolwaling Chu entwässert.